# Against Violent Extremism
Against Violent Extremism (AVE) ist ein globales Netzwerk ehemaliger Extremisten, Überlebender von Gewalt und Personen aus dem öffentlichen und privaten Sektor, die an dieser Thematik interessiert sind. Sie arbeiten zusammen, um allen Formen des gewalttätigen Extremismus entgegenzuwirken. Das erklärte Ziel des AVE ist es, eine Plattform für Kommunikation und Zusammenarbeit zu bieten, und ein Mittel für Aktivisten beim Beschaffen von Ressourcen und der Förderung für Projekten zu finden.

## Ursprünge
AVE hat seinen Ursprung beim Summit Against Violent Extremism (SAVE), der im Sommer 2011 in Dublin stattfand. Als erste große Initiative von Google Ideas brachte SAVE ehemaligen Extremisten und Überlebende des gewalttätigen Extremismus aus aller Welt zusammen.

## Ziele
Das Netzwerk zielt darauf ab, die Stimmen der ehemaligen Extremisten und Überlebenden auf eine wirksame Weise zu verstärken, um der Radikalisierung entgegenzuwirken.

## Vernetzung
Bei der Zusammenführung eines globalen Netzwerks ehemaliger Extremisten aller Ideologien mit Überlebenden von Gewalt, will AVE die „Fremdbestäubung“ von Ideen zwischen den Mitgliedern in einer Weise, die die Effektivität aller erhöht, erleichtern. Die Einbeziehung von Personen aus dem privaten wie dem öffentlichen Sektor, die an solchen Themen interessiert sind, habe diesen Dialog erleichtert.

## Unterstützung
Mit seinen Kontakten aus verschiedenen Bereichen bietet das Netzwerk praktische Unterstützung für Graswurzelprojekte, um Extremismus auf kommunaler Ebene zu bekämpfen.

## Eintreten
Das Netzwerk befürwortet die positive Rolle, die die ehemaligen Extremisten und Überlebenden bei der Verhütung des gewalttätigen Extremismus spielen können. Diese Personen verfügen über die Glaubwürdigkeit und Motivation, Jugendliche, die gefährdet sind, zu erreichen. AVE betont auch die wichtige Rolle, die der zivilgesellschaftliche Sektor in einem Bereich, der normalerweise von dem öffentlichen Sektor beherrscht wird, spielen kann.

## Organisation
AVE wird vom Londoner Institute for Strategic Dialogue verwaltet, das die Geschäftsführung von Google Ideas im Februar 2012 übernahm. Das Netzwerk wird ausschließlich durch den privaten Sektor, mit Finanzausstattung von Google Ideas und US-basierten Gen Next Foundations finanziert. Das Netzwerk erhält darüber hinaus technische Unterstützung vom Rehab-Studio in Belfast.

## Bekannte Mitglieder
AVE hat mehr als 450 ehemalige Extremisten und Überlebende des gewalttätigen Extremismus aus der ganzen Welt als Mitglieder z. B.:
- Maajid Nawaz, ehemaliges Mitglied der islamistischen Gruppe Hizb ut-Tahrir, heute Direktor der Quilliam Foundation
- Jo Berry, ein Überlebender der Brighton Hotel-Bombardierung im Jahr 1984
- Vera Grabe, ehemaliges Mitglied und Mitbegründerin der kolumbianischen Guerilla M-19
- Jack Roche, Konvertit zum Islam und ehemaliger islamistischer Extremist, angeklagt der Vorbereitung eines Bombenanschlages gegen die israelische Botschaft in Canberra im Jahr 2000
- Carrie Lemack, Mitgründer der Families Of September 11
- Mubin Shaikh, ehemaliger Islamist, der später für den kanadischen Geheimdienst arbeitete

## Kritik
Es wurde kritisiert, dass das Projekt den Einfluss der ehemaligen Extremisten, die in diesen Prozess integriert werden, überschätzt. Ganz allgemein existiert ebenfalls Skepsis darüber, in welchem Ausmaß Erkenntnisse aus der Bekämpfung der Bandenkriminalität in Los Angeles auf die Bekämpfung der Bedrohung durch islamistischen Extremismus in Islamabad übertragen werden können.